# .cx
.cx är Julöns toppdomän. Den administreras av CIIA (Christmas Island Internet Administration), ett icke-vinstinriktat företag som tillhandahåller Internet-tjänster för öns invånare.